# Herzogtum Oberbayern

Gemeinsames Wappen der Herzöge von Bayern, Pfalzgrafen bei Rhein

Das Herzogtum Oberbayern war ein spätmittelalterliches wittelsbachisches Teilherzogtum. Es bestand von der ersten bayerischen Landesteilung 1255 bis zur Wiedervereinigung Bayerns 1340 und von der zweiten bayerischen Landesteilung 1349 bis zum Tod Herzog Meinhards 1363. Danach fiel es zunächst an Bayern-Landshut und wurde später in Bayern-München und Bayern-Ingolstadt aufgeteilt.

## Spätere Namensverwendung
Das Herzogtum Bayern-München, das als unabhängiges Teilherzogtum bis zur Wiedervereinigung Bayerns nach dem Landshuter Erbfolgekrieg (1504/05) bestand, wurde insbesondere nach der Vereinigung von Bayern-Ingolstadt 1447 mit Bayern-Landshut oft verkürzt als Herzogtum Oberbayern bezeichnet. Die Bezeichnung Herzogtum Oberbayern blieb nachfolgend als Begriff für das Gebiet der beiden Rentmeisterämter München und Burghausen („Oberland“) des späteren Kurfürstentums Bayern in Gebrauch, bis es 1808 zur Neuorganisation Bayerns unter Graf Montgelas kam. Seit 1837 gibt es einen Regierungsbezirk Oberbayern, um laut König Ludwig I. „die Benennung der einzelnen Haupt-Landestheile auf die ehrwürdige Grundlage der Geschichte zurückzuführen“.

## Liste der Herzöge von Oberbayern
| Name       | Regierungszeiten | Abstammung       |
| ---------- | --- | ---------------- |
| Ludwig II. | seit 1253 Herzog von Bayern und Pfalzgraf bei Rhein, 1255–1294 Herzog von Oberbayern                                                                   | Sohn Ottos II.   |
| Rudolf I.  | 1294–1317 Herzog von Oberbayern und Pfalzgraf bei Rhein                                                                                                | Sohn Ludwigs II. |
| Ludwig IV. | 1294/1301–1340 Herzog von Oberbayern, bis 1329 Pfalzgraf bei Rhein, 1314/1328–1347 römischer König/Kaiser, 1340–1347 Herzog von Ober- und Niederbayern | Sohn Ludwigs II. |
| Ludwig V.  | 1323–1351 Markgraf von Brandenburg, 1342–1361 Graf von Tirol, 1347–1349 Herzog von Bayern, 1349–1361 Herzog von Oberbayern                             | Sohn Ludwigs IV. |
| Ludwig VI. | 1347–1349 Herzog von Bayern, 1349–1351 Herzog von Oberbayern, 1351–1364/1365 Markgraf bzw. Kurfürst von Brandenburg                                    | Sohn Ludwigs IV. |
| Otto V.    | 1347–1349 und 1373–1379 Herzog von Bayern, 1349–1351 Herzog von Oberbayern, 1351–1373 Markgraf bzw. Kurfürst von Brandenburg                           | Sohn Ludwigs IV. |
| Meinhard   | 1361–1363 Herzog von Oberbayern und Graf von Tirol | Sohn Ludwigs V.  |

## Zeitleiste
Gesamtbayerische Herzöge sind hellbraun, oberbayerische orange und niederbayerische hellgrün dargestellt. Blau steht für Bayern-Landshut und dunkelgrün für Straubing-Holland.